# Игарата
Игарата (порт. Igaratá) — муниципалитет в Бразилии, входит в штат Сан-Паулу. Составная часть мезорегиона Вали-ду-Параиба-Паулиста. Входит в экономико-статистический микрорегион Сан-Жозе-дус-Кампус. Население составляет 9770 человек на 2006 год. Занимает площадь 293,322 км². Плотность населения — 33,3 чел./км².

## История
Город основан 19 апреля 1864 года.

## Статистика
- Валовой внутренний продукт на 2003 составляет 47.022.938,00 реалов (данные: Бразильский институт географии и статистики).
- Валовой внутренний продукт на душу населения на 2003 составляет 5.171,90 реалов (данные: Бразильский институт географии и статистики).
- Индекс развития человеческого потенциала на 2000 составляет 0,764 (данные: Программа развития ООН).

## География
Климат местности: субтропический. В соответствии с классификацией Кёппена, климат относится к категории Cwa.